# Uraeginthus angolensis
Uraeginthus angolensis е вид птица от семейство Estrildidae.

## Разпространение
Видът е разпространен в Ангола, Ботсвана, Бурунди, Замбия, Зимбабве, Демократична република Конго, Република Конго, Малави, Мозамбик, Намибия, Свазиленд, Танзания и Южна Африка.